# Nikolay Dmitryevich Golitsyn
Hoàng thân Nikolai Dmitriyevich Golitsyn (tiếng Nga: Никола́й Дми́триевич Голи́цын, 12 tháng 4 năm 1850 - 2 tháng 7 năm 1925) thuộc về tầng lớp quý tộc Nga và là thủ tướng cuối cùng của Đế quốc Nga. Ông đã đảm nhiệm chức vụ này từ ngày 29 tháng 12 năm 1916 (Hoa Kỳ) hoặc 9 tháng 1 năm 1917 (lịch cũ) cho đến khi chính phủ của ông từ chức sau khi cuộc cách mạng tháng 2 diễn ra.

## Tiểu sử
Golitsyn sinh ra ở Porechye, một ngôi làng tại tỉnh Moskva trong gia đình thuộc dòng họ Golitsyn quý tộc, nhưng đã trải qua thời thơ ấu của mình ở huyện Dorogobuzhsky. Ông tốt nghiệp Đại học Hoàng gia Alexander vào năm 1871 và bước vào Bộ Nội vụ và được bổ nhiệm ở tỉnh Łomża (Quốc hội Ba Lan). Ông trở thành phó thống đốc của Archangelsk (1879); Phó Giám đốc Vụ Kinh tế của Bộ Nội vụ (1884); Thống đốc của các guberniya Arkhangelsk (1885), Kaluga (1893), và Tver (1897). Ông được bổ nhiệm làm Thượng nghị sĩ vào năm 1903. Là đại diện toàn quyền của Hội chữ thập đỏ ở Turgay và Uralskaya và Saratov, ông đã tổ chức giúp đỡ các vùng bị tàn phá (1907-1908). Ông là thành viên của Hội đồng Nhà nước (1912) và là chủ tịch ủy ban giúp đỡ các tù nhân chiến tranh Nga ở nước ngoài (1915). Những năm tháng cao của ông đã khiến ông thường xuyên ngủ gật trong các cuộc họp của Hội đồng Nhà nước. Ông là phó chủ tịch của một trong những ủy ban từ thiện của Hoàng hậu Alexandra.
Một vị hoàng tử do dự Golitsyn không muốn thành công thủ tướng Alexander Trepov, nhấn mạnh vào sự từ chức của Bộ trưởng Nội vụ Alexander Protopopov và cầu xin Tsar Nicholas II hủy bỏ cuộc hẹn của ông, trích dẫn sự thiếu chuẩn bị của ông cho vai trò thủ tướng. Car đã từ chối, nhưng Pavel Ignatieff, Alexander Makarov và Dmitry Shuvayev đã được thay thế.
Trong cuộc Cách mạng tháng Hai, chính phủ có những khó khăn trong việc đàn áp các cuộc bạo loạn. Hai tổ chức đối lập, Duma và Liên Xô Petrograd, đã tham gia tranh giành quyền lực. Vào ngày 11 tháng 3 (lịch cũ 26 tháng 2), ông Sa hoàng đã ra lệnh cho quân đội đàn áp bạo loạn, nhưng quân đội bắt đầu nổi loạn và tham gia vào những người biểu tình và yêu cầu một chính phủ hiến pháp mới. Cuộc họp của Duma được prorogued bởi các Tsar, mặc dù Golitsyn phản đối giải thể của nó. Một thành viên Duma riêng đã được thành lập để giúp khôi phục trật tự. "Vào tối ngày 27 tháng 2 (NS), Hội đồng Bộ trưởng Nga đã tổ chức cuộc họp cuối cùng tại Cung điện Marinsky và chính thức đệ trình đơn từ chức của mình cho Tsar. Ủy ban lâm thời của Duma Quốc gia ra lệnh bắt giữ tất cả cựu và những quan chức cấp cao." Ngày hôm sau, Golitsyn được chuyển tới Pháo đài Pháo đài và Pháo đài Paul để thẩm vấn Georgy Lvov thành lập chính phủ mới vào ngày 2 tháng 3.
Sau khi giả thuyết về quyền lực của những người Bolshevik, Golitsyn đã được thả ra, nhưng buộc phải ở lại Nga, kiếm sống bằng cách sửa giày và bảo vệ các công viên công cộng. Trong khoảng thời gian từ năm 1920 đến năm 1924, ông bị hai lần bị OGPU bắt giữ vì nghi ngờ liên quan đến các cuộc phản cách mạng. Sau khi bị bắt lần thứ ba (ngày 12 tháng 2 năm 1925), ông đã bị tử hình vào ngày 2 tháng 7 năm 1925 tại Leningrad trên một vụ án bị cáo buộc chống lại một "tổ chức quân chủ cách mạng phản cách mạng".

## Gia đình
- Hoàng tử Nikolai Golitsyn kết hôn tại Sankt Peterburg vào ngày 7 tháng 4 năm 1881 Evgenia Andrejevna von Grünberg (Sankt-Peterburg, 18 tháng 4 năm 1864 - Nice, 18 tháng 7 năm 1934). Hai vợ chồng có sáu đứa con:
- Hoàng tử Dimitri Nikolayevich (Archangelsk, 1882 - Nice, 1928) kết hôn Frances Simpson-Stevens
- Hoàng tử Nikolai Nikolayevich (Archangelsk, 1883 - Solovski, 1931 (đã thi hành)
- Hoàng tử Aleksandr Nikolayevich (Sankt Peterburg, 1885 - Toulon, 1974), lưu vong đã kết hôn với công chúa Hoàngử Marina Petrovna của Nga, con gái của Đại vương công Pyotr Nikolaevich của Nga.[1]
- Công chúa Evgeni Nikolayevna (Archangelsk, 1888 - Paris, 1928)
- Công chúa Sofia Nikolayevna (1886 - 1891)
- Công chúa Olga Nikolayevna (1891 - 1892)